# Niconé

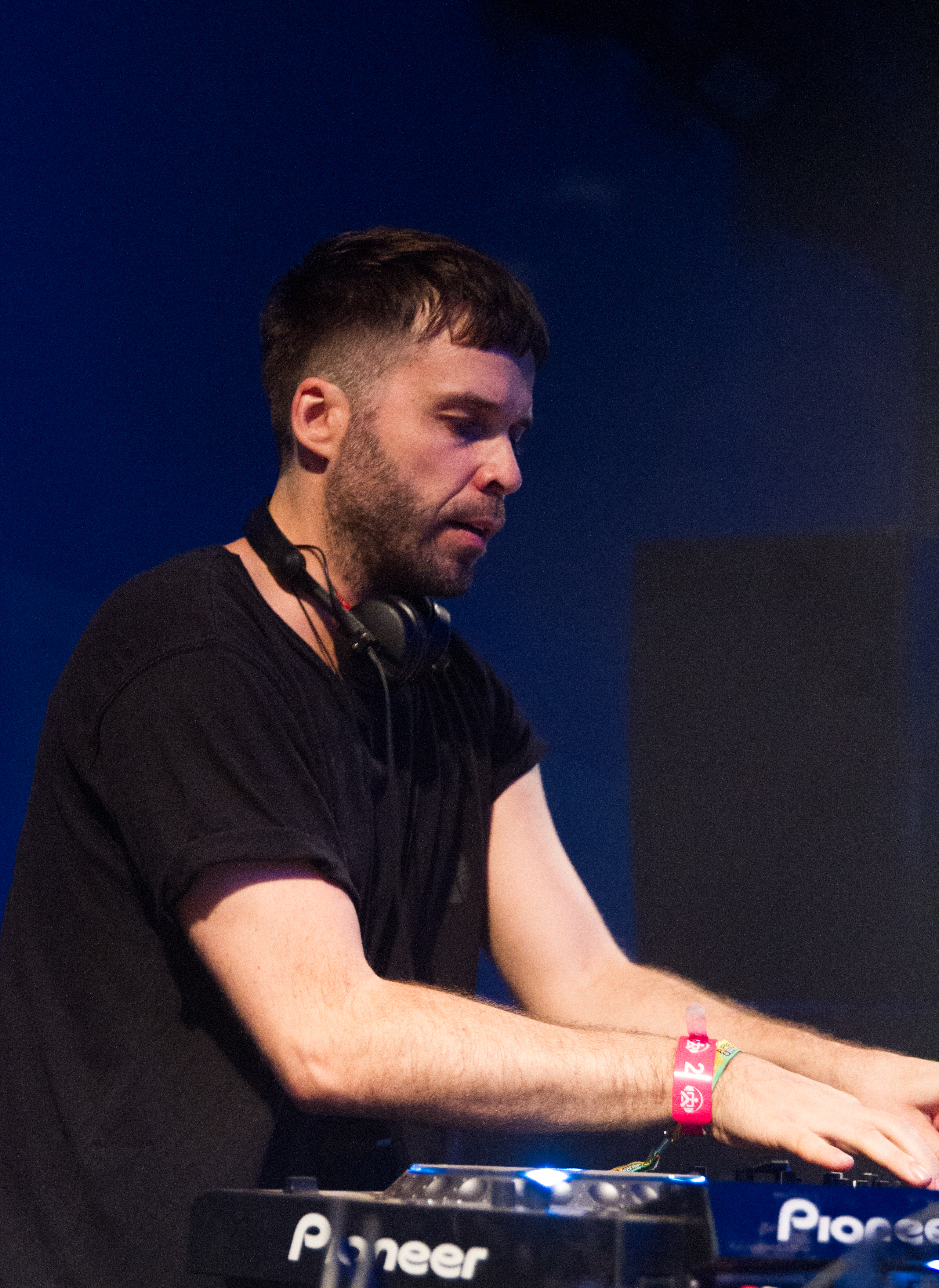
Niconé

Niconé, auch Lexy (eigentl. Alexander Gerlach; * 14. Januar 1976 in Dresden) ist ein deutscher Musikproduzent, DJ und Remixer der Elektronischen Tanzmusik.

## Leben
Alexander Gerlach ist gelernter Grafikdesigner. Seit Mitte der 1990er Jahre ist er als Produzent und Remixer elektronischer Tanzmusik aktiv. 1999 gründete er mit Kai Michael Paul das Duo Lexy & K-Paul, mit dem er internationale Erfolge feiert. 2003 bis 2006 war er Teil der Gruppe Die Raketen. 2006 gründete er mit Philip Bader das Label Dantze. Seit dieser Zeit produziert er House-Musik unter dem Namen Niconé und tritt auch häufiger im Duo mit Sascha Braemer auf. 2009 erschien sein Debütalbum Color Me Music noch unter dem Namen Lexy.

## Diskografie (Auswahl)

### Alben
- 2009: Color Me Music (als Lexy, musicismusic)
- 2011: Romantic Thrills (mit Sascha Braemer)
- 2013: Let Love Begin (Stil vor Talent)
- 2015: Slowen (NCNE)
- 2016: Luxation (Katermukke)

### Singles & EPs
- 2007: I Like Love
- 2008: Everything So Clear
- 2008: Una Rosa
- 2009: Abayomi
- 2009: We Love It (mit Philip Bader)
- 2010: I Come to You/Hanaetano (mit Umami)
- 2013: Burnhain
- 2014: Harmofonie (mit Gunjah)
- 2016: Dramama
- 2018: Can´t Can´t (mit Lunar Disco)

### DJ-Mixe
- 2011: SonneMondSterne X5 (mit Oliver Koletzki)